# Luna 18
Luna 18 (em russo: Луна que significa lua), foi a designação da sétima missão robótica, esta mal sucedida, conduzida pela União Soviética, com o objetivo de pousar na Lua e retornar uma amostra do solo lunar para a Terra. A espaçonave usada nessa missão era do tipo E-8-5.

## A espaçonave
A espaçonave consistia de dois estágios interligados: um estágio de descida e um estágio de subida montado sobre o primeiro. O estágio de descida era um cilindro montado sobre um conjunto de tanques esféricos com quatro "pernas", um motor principal e jatos auxiliares para atuar durante a descida diminuindo a velocidade. O estágio de subida, era um cilindro menor com o topo arredondado. Ele carregava um recipiente hermeticamente fechado para a amostra de solo dentro de uma capsula de reentrada esférica.

## A missão

### Lançamento
O lançamento da Luna 18, ocorreu em 2 de Setembro de 1971 as  13:40:40 UTC, através de um foguete Proton-K, a partir do Cosmódromo de Baikonur que a levou a uma órbita de espera intermediária e em seguida impulsionada em direção à Lua.

### Percurso e órbita
Depois de duas manobras de correção de curso realizadas em 4 e 6 de Setembro, a Luna 18 entrou em órbita circular a 100 km da superfície da Lua com 35° de inclinação, em 7 de Setembro de 1971. Nessa órbita foram efetuados estudos sobre a gravidade lunar. Depois de alguns outros ajustes orbitais, a espaçonave estava pronta para o pouso.

### A queda
A manobra de descida teve início em 11 de Setembro. Infelizmente, o contato com a espaçonave foi perdido subtamente as 07:48 UTC no local previamente determinado para o pouso. As coordenadas de impacto foram: 3°34' de latitude Norte e 56°30' de longitude Leste, próximo à borda do Mare Fecunditatis. Oficialmente, os soviéticos anunciaram que "o pouso lunar em uma área montanhosa e irregular demonstrou ser desfavorável". Mais tarde, em 1975, os soviéticos publicaram dados do radio altímetro do Luna 18 que permitiram determinar a densidade do solo lunar.